# Rock Master

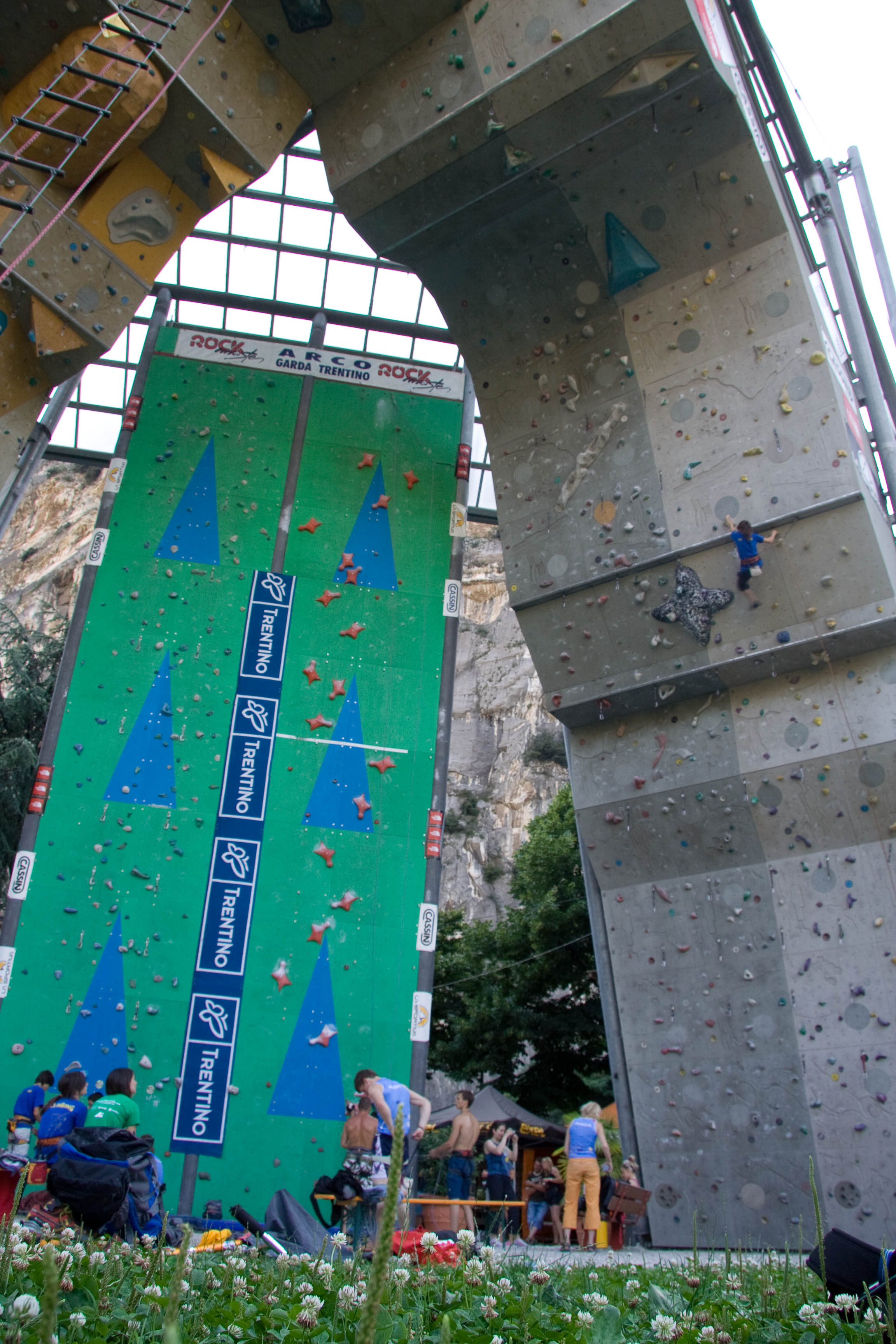
Das „Climbing Stadium“ in Arco, Austragungsort des Rock Masters

Der Rock Master in Arco in Italien ist einer der ältesten, jährlichen Kletterwettkämpfe im Sportklettern und wird von Kletterern oft auch als „inoffizielle Weltmeisterschaft“ bezeichnet. Er wird in den Disziplinen Lead, Bouldern und Speed ausgetragen und findet am ersten oder zweiten Septemberwochenende statt.

## Geschichte
Der Lead-Wettbewerb des Rock Masters wird seit 1987 ausgetragen. Im ersten Jahr fand er noch an modellierten Routen an Naturfelsen des „Colodri“ statt, seit 1988 wird er an künstlichen Wänden durchgeführt. In den ersten beiden Jahren gewannen jeweils die Amerikanerin Lynn Hill und der deutsche Stefan Glowacz. Inzwischen wurde der Rock Master in das fest installierte Climbing Stadium, etwa 200 m vom Zentrum Arcos entfernt gelegen, verlegt. Das Stadion wird auch außerhalb der Wettkämpfe als Kletterwand genutzt.
Seit 1998 finden im Rahmen des Rock Masters auch Speed- und Boulderwettbewerbe statt. Der Boulderwettkampf wird derzeit unter dem Namen „Sint Roc Boulder Contest“ ausgetragen.
Seit 2002 gibt es außerdem „Rock Junior“, einen Kletterwettkampf für Kinder von 5 bis 13 Jahren sowie Familien. Dieser findet meist im Juni statt.
2010 fand der Rock Master als „Pre-Event“ zur Vorbereitung auf die dann 2011 statt des Rock Master in Arco stattfindende Kletterweltmeisterschaft statt, so dass die Teilnehmer nicht mehr eingeladen, sondern von den teilnehmenden Nationen selbst nominiert wurden. Erstmals war auch ein Team-Speedwettbewerb Teil des Rock Masters, bei dem drei Kletterer eines Teams in einem vertikalen „Staffellauf“ gegen andere Teams antreten.

## Modus
Der Rock Master ist ein Einladungswettkampf. Einige Monate vor dem Wettkampf werden die zehn aktuell besten Frauen und Männer der Lead-Weltrangliste eingeladen. Außerdem werden je zwei „Wildcards“ vergeben, zum Beispiel an besonders talentierte Nachwuchskletterer. Der Lead-Wettkampf wird in zwei Durchgängen durchgeführt, einem Onsight-Durchgang (die Wettkämpfer können sich die Wand und damit die Schwierigkeiten nur kurz vor ihrer Besteigung anschauen) und einem zweiten „Afterwork“-Durchgang (die Wettkämpfer können die Route vorher längere Zeit anschauen und ausprobieren). Um den Sieger zu ermitteln, werden die erreichten Höhen aus beiden Wettkämpfen addiert.

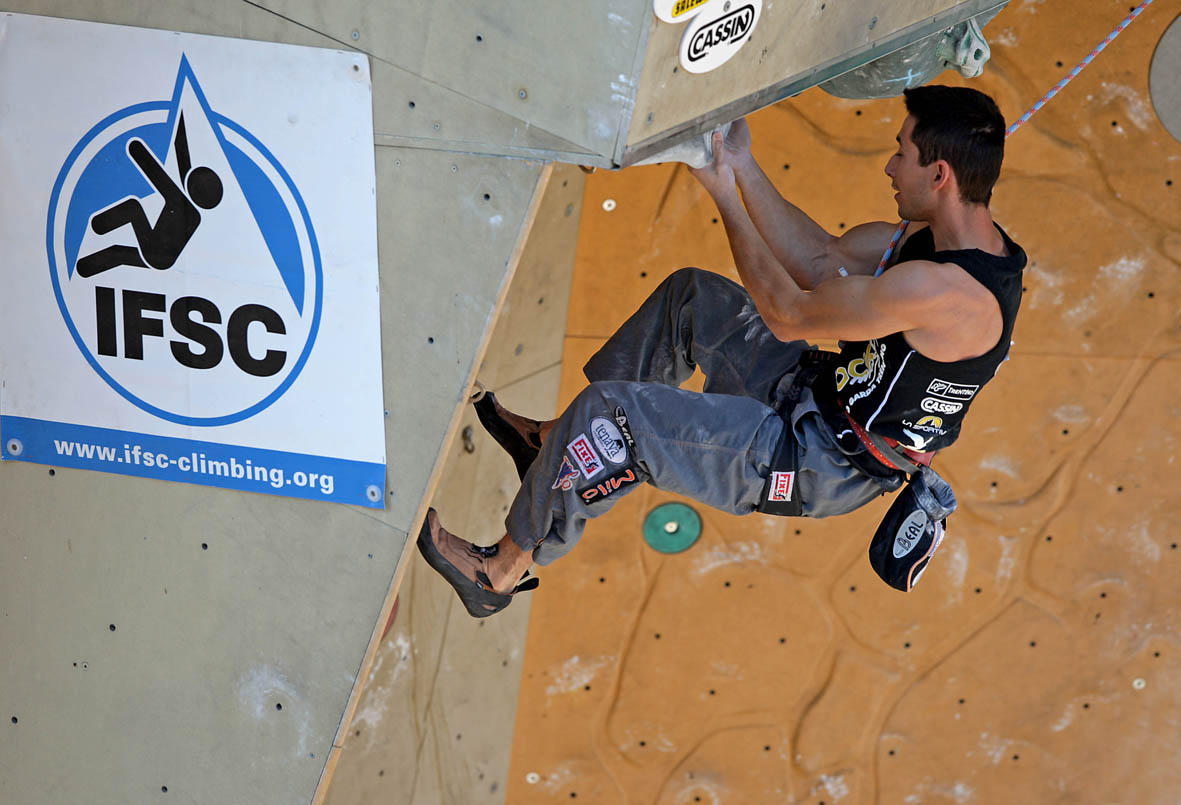
Ramón Julián Puigblanque beim Rock Master 2007

Beim Bouldern werden je acht Frauen und Männer eingeladen. Der Wettkampf selber wird im K.-o.-System durchgeführt. Bei vier Bouldern scheiden die jeweils Schlechtesten aus.

## Rekorde
Zwei Kletterinnen konnten den Wettkampf je fünfmal für sich entscheiden: Lynn Hill und Angela Eiter (beide im Lead). Erfolgreichste Männer waren in den 1990ern François Legrand mit 4 Siegen, in den 2000ern Ramón Julián Puigblanque und Adam Ondra mit jeweils 7 Siegen.

## Bisherige Sieger
| Jahr | Lead                                     | Lead                                            | Bouldern                                 | Bouldern                                 | Speed                                    | Speed                                    |
| Jahr | Frauen                                   | Männer                                          | Frauen                                   | Männer                                   | Frauen                                   | Männer                                   |
| ---- | ---------------------------------------- | ----------------------------------------------- | ---------------------------------------- | ---------------------------------------- | ---------------------------------------- | ---------------------------------------- |
| 1987 | Lynn Hill                                | Stefan Glowacz                                  |                                          |                                          |                                          |                                          |
| 1988 | Lynn Hill                                | Stefan Glowacz                                  |                                          |                                          |                                          |                                          |
| 1989 | Lynn Hill                                | Didier Raboutou                                 |                                          |                                          |                                          |                                          |
| 1990 | Lynn Hill                                | François Legrand                                |                                          |                                          |                                          |                                          |
| 1991 | Isabelle Patissier                       | Yuji Hirayama                                   |                                          |                                          |                                          |                                          |
| 1992 | Lynn Hill                                | Stefan Glowacz                                  |                                          |                                          |                                          |                                          |
| 1993 | Susi Good                                | Elie Chevieux                                   |                                          |                                          |                                          |                                          |
| 1994 | Robyn Erbesfield-Raboutou                | François Legrand                                |                                          |                                          |                                          |                                          |
| 1995 | Laurence Guyon                           | François Lombard                                |                                          |                                          |                                          |                                          |
| 1996 | Katie Brown                              | François Lombard                                |                                          |                                          |                                          |                                          |
| 1997 | Katie Brown                              | François Legrand                                |                                          |                                          |                                          |                                          |
| 1998 | Liv Sansoz                               | François Legrand                                |                                          |                                          |                                          |                                          |
| 1999 | Muriel Sarkany                           | Eugeny Ovtchinnikov                             | Elena Choumilova                         | Dani Andrada                             | Vladimir Zakharov                        |                                          |
| 2000 | Muriel Sarkany                           | Eugeny Ovtchinnikov                             | Natalia Novikova                         | Tomasz Oleksy                            | Alexei Gadeev                            |                                          |
| 2001 | Muriel Sarkany Martina Cufar             | Christian Bindhammer Tomáš Mrázek Yūji Hirayama | Corinne Theroux                          | Salavat Rakhmetov                        | Iakov Soubotine                          |                                          |
| 2002 | Sandrine Levet                           | Alexandre Chabot                                | Olga Jakovleva                           | Mauro Calibani                           | Tomasz Oleksy                            |                                          |
| 2003 | Angela Eiter                             | Alexandre Chabot                                | Olga Bibik                               | Mauro Calibani                           | Alexei Gadeev                            |                                          |
| 2004 | Angela Eiter                             | Alexandre Chabot                                | Melanie Son                              | Matthias Müller                          | Tomasz Oleksy                            |                                          |
| 2005 | Angela Eiter                             | Ramón Julián Puigblanque                        | Melanie Son                              | Kilian Fischhuber                        | Tomasz Oleksy                            |                                          |
| 2006 | Sandrine Levet                           | Ramón Julián Puigblanque                        | Anna Stöhr                               | Nalle Hukkataival                        | Sergey Sinitsyn                          |                                          |
| 2007 | Angela Eiter                             | Ramón Julián Puigblanque                        | Anna Stöhr                               | Gareth Parry                             | Evgeny Vaytsekhovsky                     |                                          |
| 2008 | Johanna Ernst                            | Patxi Usobiaga Lakunza                          | Katharina Saurwein                       | Kilian Fischhuber                        | Olena Ryepko                             | Manuel Escobar                           |
| 2009 | Angela Eiter                             | Ramón Julián Puigblanque                        | Alizee Dufraisse                         | Kilian Fischhuber                        | Edyta Ropek                              | Libor Hroza                              |
| 2010 | Jain Kim                                 | Ramón Julián Puigblanque                        | Anna Stöhr                               | Cédric Lachat                            | He Cuilian                               | Libor Hroza                              |
| 2011 | Jana Tschereshnewa                       | Adam Ondra                                      | –                                        | –                                        | –                                        | –                                        |
| 2012 | Angela Eiter                             | Ramón Julián Puigblanque                        | Alex Puccio                              | Dmitrii Sharafutdinov                    | Alina Gaydamakina                        | Leonardo Gontero                         |
| 2013 | Mina Markovič                            | Ramón Julián Puigblanque                        | Alex Puccio                              | Rustam Gelmanow                          | Alina Gaydamakina                        | Libor Hroza                              |
| 2014 | Magdalena Röck                           | Sachi Amma                                      | Alex Puccio                              | Jernej Kruder                            | Anouck Jaubert                           | Libor Hroza                              |
| 2015 | Hélène Janicot                           | Adam Ondra                                      |                                          |                                          |                                          |                                          |
| 2016 | Janja Garnbret                           | Adam Ondra                                      | Katharina Saurwein                       | Adam Ondra                               |                                          |                                          |
| 2017 | Julia Chanourdie                         | Adam Ondra                                      | Alex Puccio                              | Chon Jongwon                             |                                          |                                          |
| 2018 | Janja Garnbret                           | Adam Ondra                                      | Fanny Gilbert                            | Aleksey Rubstov                          |                                          |                                          |
| 2019 | Mia Krampl                               | Jakob Schubert                                  |                                          |                                          |                                          |                                          |
| 2020 | Aufgrund der COVID-19-Pandemie abgesagt. | Aufgrund der COVID-19-Pandemie abgesagt.        | Aufgrund der COVID-19-Pandemie abgesagt. | Aufgrund der COVID-19-Pandemie abgesagt. | Aufgrund der COVID-19-Pandemie abgesagt. | Aufgrund der COVID-19-Pandemie abgesagt. |
| 2021 | Vita Lukan Jessica Pilz                  | Adam Ondra                                      | Laura Rogora                             | Adam Ondra                               |                                          |                                          |
| 2022 | Jessica Pilz                             | Jakob Schubert                                  | Seo Chae-hyun                            | Jakob Schubert                           |                                          |                                          |
| 2023 | Janja Garnbret                           | Adam Ondra                                      |                                          |                                          |                                          |                                          |
| 2024 | Jessica Pilz                             | Yannick Flohé                                   |                                          |                                          |                                          |                                          |